# Baldemar Carrasco
Baldemar Carrasco Muñoz (Coyhaique, 24 de septiembre de 1931-8 de febrero de 2025) fue un profesor y político chileno, miembro del Partido Demócrata Cristiano.

## Biografía
Nació en Coyhaique el 24 de septiembre de 1931. Hijo de Juan Carrasco Noches y Eufemia Muñoz Novoa.
Estaba casado con Ema Morales Provoste y tenía dos hijos.
Realizó sus estudios primarios en la Escuela General Baquedano "Siervos de María" de Coyhaique y los secundarios en el Liceo de La Unión. Finalizada su etapa escolar ingresó a la Escuela de Pedagogía de la Universidad Católica de Valparaíso donde obtuvo el título de profesor de Castellano en 1958.
Antes de titularse comenzó a ejercer su profesión en el colegio de los Hermanos Maristas de Quillota y en el Liceo Rubén Castro de Valparaíso, entre 1955 y 1958. Al año siguiente, asumió como vicerrector del Liceo "San Felipe Benicio" de Coyhaique, desempeñándose hasta 1965. Luego, fue director de la Escuela Agrícola de Coyhaique donde ejerció el cargo hasta el año 1969.
Más adelante, trabajó como gerente general de la Corporación para el Desarrollo Regional de Aysén, CODESA; y también fue dirigente de la Cámara de Comercio de Coyhaique y de otras instituciones sociales de la Región.

### Vida pública
En 1957 se incorporó al Partido Demócrata Cristiano, donde ocupó variados cargos. Al año siguiente de su ingreso fue elegido presidente comunal hasta 1960. Luego, en 1965, asumió la presidencia provincial por cuatro años y en 1967, fue nombrado delegado a la Junta Nacional hasta 1968. En 1969 fue designado presidente provincial de su partido.
Regidor de Coyhaique durante dos períodos consecutivos en los años 1963 y 1967.
En las elecciones parlamentarias de 1969 fue elegido diputado por la Vigesimosexta Agrupación Departamental de "Aysén, Coyhaique y Chile Chico". Integró la Comisión Permanente de Educación Pública; y la de Gobierno Interior. Fue miembro de la Comisión Especial Investigadora de las Actividades de la Sociedad Ganadera "Tierra del Fuego" y de la Comisión Investigadora Encargada de Conocer el Procedimiento en Concesión de Créditos por el Banco del Estado, 1969 y 1970. Fue segundo jefe de los diputados Demócrata Cristianos.
En las elecciones parlamentarias de 1973 fue reelecto como diputado en la Vigesimosexta Agrupación Departamental. Integró la Comisión Permanente de Educación Pública. El golpe de Estado del 11 de septiembre de 1973 puso término anticipado su período parlamentario. 
En ocasión del plebiscito de 1988, dirigió la campaña del No en la Región de Aysén.
En las elecciones parlamentarias de 1989 fue elegido diputado por el Distrito N.°59, XI Región, correspondiente a las comunas de "Coyhaique, Lago Verde, Aysén, Cisnes, Guaitecas, Chile Chico, Río Ibáñez, Cochrane, O'Higgins y Tortel". Integró la Comisión Permanente de Gobierno Interior, Regionalización, Planificación y Desarrollo Social; y la de Régimen Interno, Administración y Reglamento.
Durante las presidencias de Eduardo Frei Ruiz-Tagle y Ricardo Lagos se integró a trabajar en la Intendencia Regional de Coyhaique donde desempeñó los cargos de jefe de Gabinete y delegado Internacional de la Intendencia.

## Historial electoral

### Elecciones parlamentarias de 1989
- Elecciones parlamentarias de 1989 a Diputado por el distrito 59 (Aysén, Cisnes, Guaitecas, Cisnes, Cochrane, O'Higgins, Tortel, Coyhaique, Lago Verde, Río Ibáñez y Chile Chico)[2]